# Бумба (місто)

Бумба в роки Великої африканської війни

Бумба (англ. Bumba) — місто на півночі Демократичної Республіки Конго в провінції Монгала, порт на річці Конго.
У 2010 році населення міста за оцінками становило 103 328 чоловік.

## Історія
19 листопада 1998 року, у ході Великої африканської війни місто було захоплене повстанцями РКД.

## Клімат
Місто знаходиться у зоні, котра характеризується мусонним кліматом. Найтепліший місяць — лютий із середньою температурою 26 °C (78.8 °F). Найхолодніший місяць — липень, із середньою температурою 24.3 °С (75.7 °F).
| Клімат Бумби            | Клімат Бумби | Клімат Бумби | Клімат Бумби | Клімат Бумби | Клімат Бумби | Клімат Бумби | Клімат Бумби | Клімат Бумби | Клімат Бумби | Клімат Бумби | Клімат Бумби | Клімат Бумби | Клімат Бумби |
| Показник                | Січ.         | Лют.         | Бер.         | Квіт.        | Трав.        | Черв.        | Лип.         | Серп.        | Вер.         | Жовт.        | Лист.        | Груд.        | Рік          |
| Середня температура, °C | 25,2         | 26           | 26           | 25,8         | 25,5         | 25           | 24,3         | 24,4         | 24,6         | 24,7         | 24,9         | 24,7         | 25,1         |
| Норма опадів, мм        | 49           | 66.5         | 134.9        | 158.7        | 167.4        | 149.9        | 164.4        | 181.8        | 184.8        | 221.2        | 144.1        | 65.8         | 1688.5       |
| Днів з опадами          | 5,4          | 6,9          | 10,3         | 12,2         | 13,9         | 9,3          | 10,2         | 12,8         | 15,2         | 15,6         | 11,6         | 7,2          | 130,6        |
| Вологість повітря, %    | 70.1         | 68.1         | 71.1         | 74.5         | 78.2         | 82.9         | 85.3         | 84.4         | 81.7         | 80.7         | 76           | 73.6         | 77.2         |
| ----------------------- | ------------ | ------------ | ------------ | ------------ | ------------ | ------------ | ------------ | ------------ | ------------ | ------------ | ------------ | ------------ | ------------ |
| Джерело: Weatherbase    |              |              |              |              |              |              |              |              |              |              |              |              |              |